# Жанзаково
Жанза́ково (каз. Жанұзақов) — село у складі Тюлькубаського району Туркестанської області Казахстану. Входить до складу Жаскешуського сільського округу.
Населення — 200 осіб (2021; 185 у 2009, 211 у 1999, 199 у 1989).